# Станіслав Францішек Тарло
Станіслав Францішек Тарло гербу Топор (пом. 1721) — військовий і державний діяч Королівства Польського та Речі Посполитої, кухмістр великий коронний (1699—1721), маршалок надвірний коронний (1707) з номінації Станіслава Лещинського.

## Життєпис
Станіслав Францішек народився, ймовірно, в третій чверті XVII століття. Був сином, на той час, підчашого перемишльського Адама Пйотра Тарла та його дружини Францішки Теодори з Опалінських. Мав трьох братів — Пйотра Францішека (1672—1722), єпископа інфлянтського та познанського, Міхала (бл. 1678 — після 1723), генерала французького війська, і Яна Непомуцена (пом. 1739).
14 серпня 1699 року був призначений кухмістром великим коронним, обіймав посаду до кінця життя.
Станіслав Францішек Тарло був послом на сейми 1701 та 1701—1702 років від Краківського воєводства. У січні 1702 року підписав акт пацифікації Великого князівства Литовського. У березні цього ж року увійшов до складу посольської делегації, очолюваної воєводою каліським Феліксом Александром Ліпським, надісланої радою Сенату Речі Посполитої до короля Швеції Карла XII, із пропозицією посередництва між Саксонією (яка перебувала в персональній унії з Річчю Посполитою) і Швецією. Проте переговори зазнали невдачі й шведський король продовжив похід територією Речі Посполитої, зайнявши у травні 1702 року Варшаву. За непідтвердженою інформацією, під час цих перемовин Тарло потурав шведам і змовився з ними проти Ліпського, про що міг свідчити його таємний лист до шведського канцлера Карла Піпера.
Під час надзвичайного сейму 1703 року в Любліні п'яний кухмістр Станіслав Тарло вдарив посла Войцеха Менцінського «по губам».
Станіслав Францішек був першим із Тарлів, хто виступив проти сандомирських конфедератів, підтримав Станіслава Лещинського й почав діяти з ним спільно у Великопольщі.
1705 року був полковником повітового війська Краківського воєводства. Цього ж року підтвердив pacta conventa Станіслава Лещинського.
Після підписання Альтранштедського миру 24 вересня 1706 року Станіслав Францішек Тарло перебував разом із Станіславом Лещинським у Саксонії, вони знаходилися зі свитою Карла XII в замку Мільденштайн у Лайснігу. Станіслав Тарло брав участь у битві при Каліші 18 жовтня 1706 року на боці шведських військ під командуванням генерала Арвіда Марденфельда. В результаті поразки шведів потрапив до полону Августа II, але був, очевидно, невдовзі звільнений.
Станіслав Лещинський після зречення Августа II вирішив усунути Войцеха Анджея Домбського з посади надвірного маршалка. 24 січня 1707 року король номінував на цю посаду Станіслава Францішека Тарла. Проте останній і надалі здебільшого вживав титул коронного кухмістра. 22 грудня цього ж року він відбув з дипломатичною місією до Османської імперії, повернувся звідти наприкінці листопада 1708 року. Турки заявили, що вони не можуть розірвати миру з Московським царством, але можуть таємно вислати війська (імовірно кримських татар), які підтримають війська Лещинського.
11 квітня 1709 року Станіслав Тарло у Яворові приєднався до Станіслава Лещинського, який прямував до Львова. Наступного дня вони прибули до цього міста, де, зокрема, 20 квітня він від імені короля пообіцяв представнику міської ради королівську ласку стосовно полегшення контрибуції, накладеної на місто шведами та польськими загонами.
У травні 1709 р. Лещинський безуспішно намагався клопотатися перед шведським генералом Ернстом Детлофом фон Крассовом за позбавлення сплати контрибуції з маєтків коронного маршалка Станіслава Тарла та хелмінського єпископа Теодора Анджея Потоцького. Крассов відповів: «Коли шляхта платить, то чому б не мав би нічого платити пан маршалок? Якби я всім дав увільнення від сплати контрибуції, люди мого короля померли б з голоду». На пропозицію просто внести до реєстру, що маршалок і єпископ не сплатили контрибуції, генерал відповів, що в такому випадку шведська фінансова палата зобов'яже його виплатити суми недостачі зі своєї кишені.
Станіслав Тарло перебував разом із київським воєводою Юзефом Потоцьким у обозі Карла XII, коли останній примчав до табору турецьких військ 13 липня 1711 року — наступного дня після укладення Прутського миру, й безуспішно намагався вмовити візира Мехмед-пашу продовжити військові дії проти Петра I.
Після відходу Карла XII з військом до Померанії 1713 року, Станіслав Тарло разом із іншими шведськими прибічниками домоглися від короля Августа II амністії й повернулися до Польщі.
Помер Станіслав Францішек Тарло 1721 року.

## Сім'я
Станіслав Францішек Тарло перед 1695 роком одружився з Анною Тарло (бл. 1681—1751), донькою старости ґощинського Казімєжа Тарла (пом. 1690). Подружжя мало трьох дітей:
- Францішку (пом. 1719) — дружину старости стопницького Вавжинця Лянцкоронського[pl];
- Адама (1713—1744) — воєводу люблінського, маршалка Скарбового Коронного трибуналу; старосту ясельського, дрогобицького, зволенського та долинського;
- Антонія[pl] (пом. 1759) — каштеляна любачівського, старосту злоторийського[3].